# TV-U Yamagata
TV-U Yamagata Inc. (テレビユー山形 Terebi Yu Yamagata?), también conocido como TUY, es una cadena de televisión que se encuentra en la Prefectura de Yamagata, Japón.  TUY es la tercera emisora de televisión comercial en la Prefectura de Yamagata, inició transmisiones en 1989. TUY está afiliada con TBS News. TBS Holdings es el mayor accionista de TUY, posee el 18% de sus acciones.
En diciembre de 2005, TUY comenzó a transmitir televisión digital terrestre. 